# Homeward Bound (Harry Belafonte)
Homeward Bound è un album in studio del cantante statunitense Harry Belafonte, pubblicato nel 1970.

## Tracce
1. Homeward Bound
2. Sad Heart
3. The Last Time I Saw Her
4. The Dolphin
5. If I Were a Carpenter
6. Don't Talk Now
7. Softly
8. Suzanne
9. Tomorrow Is a Long Time
10. Little Bird